# Assedio di Myitkyina

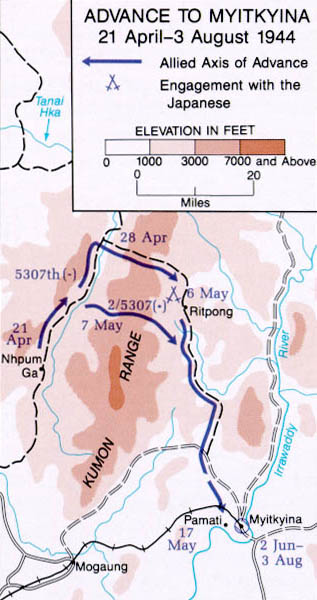
Truppe avanzano verso Myitkyina.

L'assedio di Myitkyina fu un assedio avvenuto durante la campagna della Birmania, parte della seconda guerra mondiale. Questa operazione faceva parte di una serie di battaglie avvenute nella Birmania settentrionale e nello Yunnan occidentale che permisero l'apertura della strada di Ledo, collegamento vitale per i rifornimenti via terra verso la Cina.

## Antefatti
Verso dicembre Joseph Stilwell, al comando di due divisione cinesi, era partito da Ledo, per cercare di aprire una rotta terrestre di rifornimenti verso la Cina, chiamata poi Ledo Road. Avanzando dovette affrontare la 18ª divisione giapponese. Durante l'avanzata, però, particolare preoccupazione destò la 56ª divisione nipponica, sul confine cinese. Su pressioni americane, il Generalissimo Chiang Kai-shek fornì un'ulteriore divisione a Stilwell e fece entrare in Birmania attraverso il Saluen quattro divisioni cinesi.
Il comandante Stilwell voleva conquistare rapidamente Myitkyina, poiché l'aeroporto cittadino era fondamentale per il prosieguo della campagna. Sarebbe infatti stato vitale per il supporto aereo e per i rifornimenti, visto il difficile terreno birmano, coperto da una fitta giungla. Wei Lihuang, comandante della Chinese Expeditionary Force (CEF), si rivelò fondamentale nel combattere l'Impero giapponese. La CEF ora godeva della artiglieria e del supporto aereo britannico e americano. In più, all'assedio partecipò anche la 1ª armata cinese, che era stata riequipaggiata con armi e divise fornite dagli americani. Le forze americane e britanniche, seppur presenti ad esempio con i Merrill's Marauders, giocarono un ruolo minore durante l'assedio.

## Avvicinamento
Il 15 marzo 1944 Stilwell ordinò alla 22ª divisione cinese di avanzare e catturare i ponti controllati dai giapponesi. Dopo due mesi di scontri, Myitkyina era ormai in vista. Il 21 aprile le unità al comando di Stilwell divise in tre tronconi, M, H e K Force iniziarono ad avanzare verso la città. Se l'H Force si avvicinò all'obiettivo senza incontrare troppe resistenze, le altre due unità dovettero affrontare i giapponesi in un paio di occasioni. Durante uno di questi scontri la K Force fu costretta a cambiare rotta poiché i giapponesi difesero saldamente il villaggio di Tingkrukawng.
Nonostante i ritardi dovuti alle scaramucce e alle perdite subite per le malattie, come la Tsutsugamushi, i tre tronconi si riunirono in prossimità di Myitkyina. Tra il 15 e il 16 di maggio le truppe sino-americane attraversarono il fiume Namkwi e, per mantenere segreta la loro presenza nella zona, concentrarono e sorvegliarono la popolazione locale.
In città i giapponesi erano consapevoli dell'arrivo degli Alleati, ma non si aspettavano un attacco diretto. Per questo il 17 maggio, quando vennero attaccati il campo di volo e il porto fluviale ad ovest della città i giapponesi vennero colti di sorpresa e respinti. Le operazioni vennero eseguite dal 150º Reggimento cinese e dai Merrill's Marauders supportati dall'artiglieria. Una volta constatato lo stato della pista incominciarono i rifornimenti di materiali e uomini. Successivamente, alcune unità cinesi attaccatono la città. Tuttavia, a causa della confusione e di alcuni cambi di strada dovuti a degli attacchi giapponesi, le unità si ritrovarono a combattersi l'un l'altra, quindi l'attacco fu richiamato.
Con i C-47 della U.S. Army Air Forces e della Royal Air Force arrivarono il 2º battaglione dell'89º Reggimento cinese della 30ª divisione e alcune unità del 69º Reggimento leggero antiaereo inglese per affiancare la CEF e l'unità dei GALAHAD, ormai esauste.

## Assedio
Fino alla caduta di Mogaung, più che un assedio fu una guerra di posizione. Infatti i giapponesi, oltre a riuscire ad aumentare la guarnigione cittadina fino a circa 3000 unità, massimo 3500, riuscirono a ricevere approvvigionamenti. Inoltre entrambi sbagliarono a stimare l'entità dell'esercito nemico: da una parte gli alleati sottostimarono la guarnigione cittadina, andando incontro a pesanti perdite durante maggio e giugno; dall'altra i giapponesi, sebbene coscienti delle perdite nemiche, sovrastimarono sia il numero di soldati effettivo, che la quantità di rinforzi che i nemici erano in grado di ricevere.
La situazione di stallo, con l'aeroporto in mano alleata e la città in mano giapponese perdurò fino alla fine di giugno, quando Mike Calvert, a capo dei Chindits, riuscì a catturare Mogaung. Questo sancì l'inizio della caduta della città, a causa sia della perdita della linea di rifornimenti, sia a causa dello scontro tra i generali giapponesi in città. Stilwell chiese che i Chindits raggiungessero la città, tuttavia questi erano ormai allo stremo. I rinforzi arrivarono comunquem a dalla 36ª divisione di fanteria inglese di Francis Festing. Sapendo però che le forze giapponesi in città stavano crollando, li fece avanzare verso il Railway Corridor tra Mogaung e Indaw sul fianco destro del NCAC.
Il 26 luglio, il 3º battaglione americano dei New GALAHAD conquistò il campo di volo a nord di Myitkyina, indebelondo ulteriormente le capacità di resistenza della guarnigione in città. Questa perdita fece sì che Mizukami accordasse al Colonnello Maruyama il permesso di ritirarsi insieme alle sue truppe.
Il 1º agosto, il generale Genzo Mizukami ordinò dsi suicidò per rispettare alla lettera l'ordine di "difendere Myitkyina fino alla morte". Il 3 agosto iniziò l'ultimo assalto alla città, ormai evacuata, che pose fine all'assedio. Il colonnello Maruyama riuscì ad abbandonare la città con circa 600 uomini.

### Ordine di battaglia
| Ordine di battaglia alleato | Ordine di battaglia giapponese |
| --- | --- |
| truppe cinesi e americane del Northern Combat Area Command: Generale Joseph Stilwell - New 1st Army: Zheng Dongguo - 22ª Divisione: Liao Yaoxiang - 30ª Divisione: Tang Shouzhi - 38ª Divisione: Sun Li-jen - 14ª Divisione: Long Tianwu - 50ª Divisione：Pan Yukun - 1ª Divisione corazzata - GALAHAD: Brigadier generale Frank Merrill - 5307º Reggimento Provvisorio Chinese Expeditionary Force: Generale Wei Lihuang - 11º Gruppo d'Armata: Song Xilian - 2ª Armata: Wang Ling-yun - 6ª Armata: Huang Chieh - 71ª Armata: Chung Pin - 20º Gruppo d'armata: Huo Kuizhang - 53ª Armata: Chou Fu-chen - 54ª Armata: Chueh Han-chien - 8ª Armata: Ho Shao-chou | 33ª Armata giapponese: General Hondo Masaki - 2ª Divisione: Okazaki - 18ª Divisione: Tanaka - 53ª Divisione: Takeda - 56ª Divisione: Matsuyama - 24ª Independent Mixed Brigade: Hayashi - Myitkyina: Genzo Mizukami |

## Conseguenze
La conquista della città fu fondamentale per le linee di rifornimento terrestri verso la Cina. Lo spostamento verso sud del fronte allontanava anche la possibilità di attacchi contraerei verso gli aerei diretti in Cina, permettendo di spostare le rotte usate per The Hump verso torre meridionali più basse e sicure. Inoltre permise l'effettiva apertura della Ledo road, e quindi la riapertura di una linea terrestre tra Cina e India.